# Zell Am See Challenger 1981
Lo Zell Am See Challenger 1981 è stato un torneo di tennis facente parte della categoria ATP Challenger Series nell'ambito dell'ATP Challenger Series 1981. Il torneo si è giocato a Zell Am See in Austria dal 27 luglio al 2 agosto 1981 su campi in terra rossa.

## Vincitori

### Singolare
Fernando Luna ha battuto in finale  Jiří Hřebec con il punteggio di 6–4, 6–2

### Doppio
Ricardo Acuña /  Ramiro Benavides hanno battuto in finale  Wayne Hampson /  Chris Johnstone con il punteggio di 6–7, 7–6, 7–6, 7–5